# Zdzisław Józef Kijas
Zdzisław Józef Kijas OFMConv (* 18. Februar 1960 in Pewel Ślemieńska) ist ein polnischer Priester, Professor der Theologie, Dekan der Theologischen Fakultät des Seraphicums in Rom und Hochschullehrer der Fakultät für Theologie an der Päpstlichen Universität Johannes Paul II.

## Leben
Johannes Paul II. weihte ihn 1986 zum Priester. Im Jahr 1990 wurde er in Dogmatik und Religionswissenschaften an der Katholischen Universität von Louvain-La-Neuve promoviert und sechs Jahre später habilitiert. Nach Habilitation (1996–1997) begann er sein Studium an der St.-Bonaventura-Universität und es erhielt einen Master of Arts in den Geisteswissenschaften. Benedikt XVI. ernannte ihn am 28. Januar 2010 zum Relator der Kongregation für die Selig- und Heiligsprechungsprozesse ernannt. Er war Mitglied des Internationalen Komitees, das 2010 vom Papst gebildet wurde, um die Erscheinungen von Medjugorje zu untersuchen.

## Schriften (Auswahl)
- Dieu mesure de l'homme. Anthropologie de Pavel A. Florensky. Archeobooks, 2013, ISBN 8376384317.
- Papież Franciszek i nasze marzenia o Kościele. Wydawnictwo WAM, Krakau 2013, ISBN 8377679175.
- Viviana Nosilia (Übersetzerin): Vivere felici nell'epoca della crisi. Istruzioni per l'uso (= Problemi & proposte. Band 24). Messaggero, Padua 2014, ISBN 8825034946.
- Damian Patraşcu (Übersetzer): Ecumenism. Răspunsuri la 101 întrebări. Sapientia, Iaşi 2014, ISBN 6065781630.
- Siła charakteru. O wadach i cnotach. Wydawnictwo WAM, Krakau 2015, ISBN 832770138X.